# Dash
Debian Almquist shell – mała, szybka powłoka systemowa w systemach uniksowych.